# قیمومت بریتانیا بر فلسطین
قیمومت بریتانیا بر فلسطین (به انگلیسی: Mandatory Palestine) یک موجودیت ژئوپلیتیک بود که در سال‌های ۱۹۲۰ تا ۱۹۴۸ در منطقه فلسطین و به عنوان بخشی از تقسیم‌بندی امپراتوری عثمانی پس از جنگ جهانی اول و به سرپرستی امپراتوری بریتانیا تشکیل شد.

## تاریخچه
در جریان جنگ جهانی اول در شرایطی که اعراب علیه عثمانی شورش کرده بودند نیروهای اعزامی مصری تحت فرمان امپراتوری بریتانیا تحت فرمان فرمانده ادموند آلنبی در جریان کمپین سینا و فلسطین موفق شدند ترک‌ها را از سرزمین شام بیرون کنند. بریتانیا با مکاتبات مک ماهون-حسین موافقت کرد و اعلام کرد استقلال اعراب را به شرطی که ضد عثمانی‌ها قیام کنند ارج می‌نهد. اما دو طرف تفسیر متفاوتی از توافق داشتند و در نهایت بریتانیا و فرانسه، کل منطقه را طبق توافق‌نامه سایکس–پیکو بین خود تقسیم کردند که این برای اعراب به منزلهٔ خیانت بود. مشکل دیگری که قضیه را از این نیز پیچیده‌تر می‌کرد بیانیه بالفور بود که به یهودی‌ها قول می‌داد که بریتانیا از آنان برای فراهم کردن خانه‌ای ملی برای خود پشتیبانی کند.
پس از پایان جنگ جهانی اول، بریتانیا و فرانسه یک منطقه مشترک به نام «حکومت منطقه اشغالی دشمن» به وجود آوردند که در واقع همان سوریه عثمانی بود. بریتانیایی‌ها به وسیله سرپرستی که در سال ۱۹۲۲ از جامعه ملل به‌دست آورده بودند برای ادامه کنترل بر منطقه توجیه داشتند. موضوع اصلی سرپرستی بریتانیا که از جانب جامعه ملل ارائه شد ادارهٔ بخش‌های از کارافتاده امپراتوری عثمانی بود تا زمانی که مردم آن منطقه بتوانند روی پای خودشان بایستند.
اداره سرپرستی مدنی با موافقت جامعه ملل در سال ۱۹۲۳ و زیر نظر بریتانیا یک قرارداد رسمی‌شد. این شامل دو منطقه می‌شد. یکی غرب رود اردن یا فلسطین که مستقیماً توسط بریتانیا اداره می‌شد و دیگری در شرق رود اردن که فرااردن نام داشت و امروزه به عنوان اردن شناخته می‌شود. حکومتی شبه خودمختار که توسط خاندان هاشمی اهل حجاز اداره می‌شد و سرانجام در سال ۱۹۴۶ به استقلال رسید.
در دوره قیمومت بریتانیا منطقه شاهد دو جنبش بزرگ ملی گرایانه یکی میان یهودیان و دیگری میان اعراب بود. رقابت بر سر منافع ملی بین اعراب و یهودی‌ها و علیه نیروهای اجرایی بریتانیا به انقلاب اعراب در بین سال‌های ۱۹۳۶ تا ۱۹۳۹ و همچنین جنگ داخلی فلسطین از ۱۹۴۷ تا ۱۹۴۸ منجر شد. تأثیرات جنگ داخلی و جنگ اعراب با اسرائیل در سال ۱۹۴۸ منجر به قرارداد آتش‌بس و بخش‌بندی منطقهٔ تحت سرپرستی سابق به سه بخش جدید شد. یکی اسرائیل - برای اکثریت یهود - و دیگری نوار غزه تحت حکومت دولتی تمام فلسطینی و سرانجام کرانه باختری رود اردن برای پادشاهی اردن.

## سیاست

### مالکیت زمین
پس از انتقال به حاکمیت بریتانیا، بیشتر زمین‌های کشاورزی در فلسطین (حدود یک سوم کل این سرزمین) همچنان در مالکیت همان زمینداران تحت سلطه عثمانی بود، که بیشترشان خاندان‌ها و شیوخ بومی مسلمان عرب بودند. دیگر زمین‌ها در دست سازمان‌های مسیحی خارجی (که سرشناس‌ترین شان کلیسای ارتدکس یونانی بود) و نیز سازمان‌های یهودی خصوصی و صهیونیستی و تا حد کمتری اقلیت‌های کوچک بهایی، سامری‌ها، و چرکسی‌ها بود. 

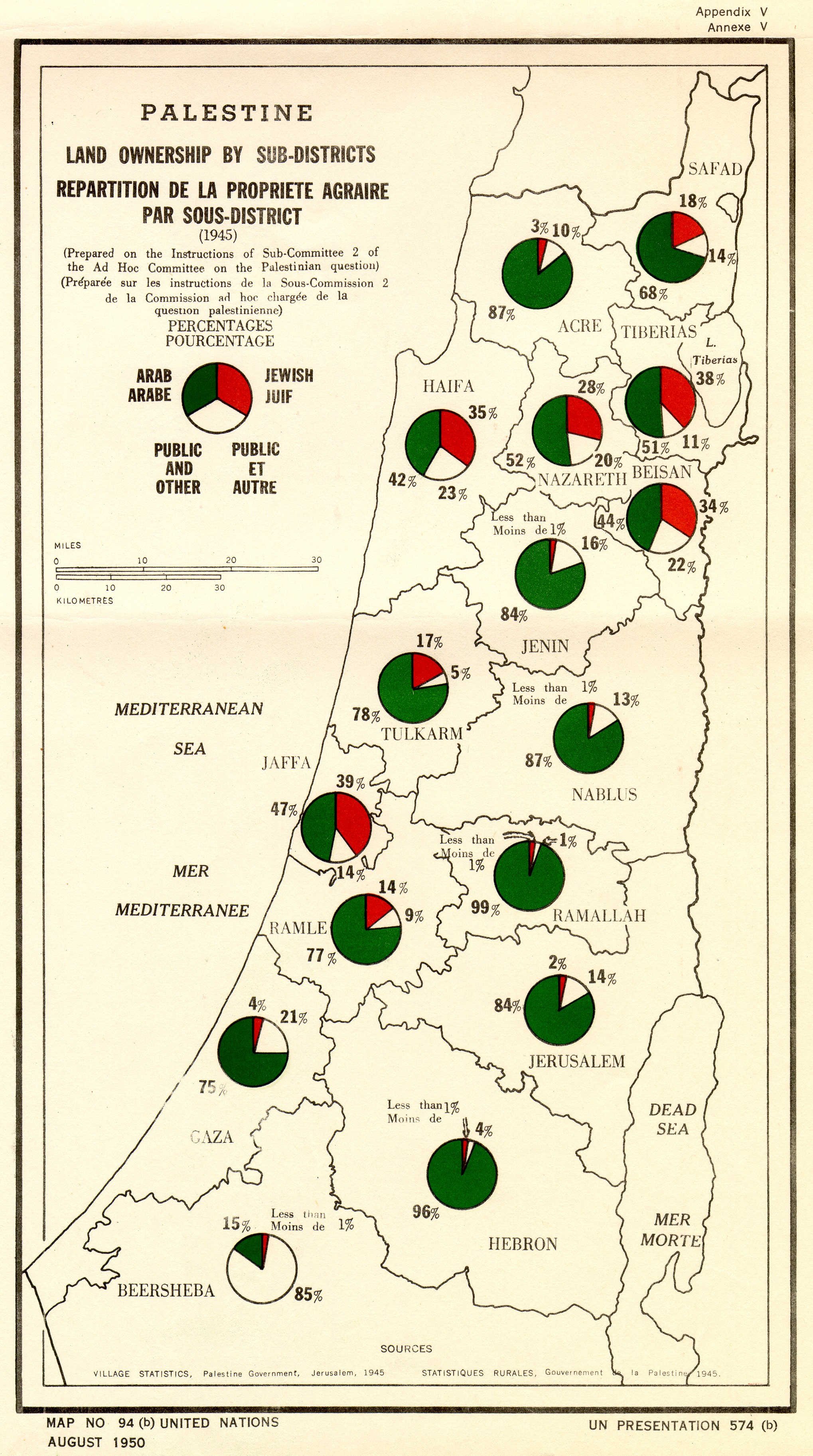
Map of Palestinian land ownership by sub-district (1945) originally published in the آمار روستایی سال ۱۹۴۵ (فلسطین)

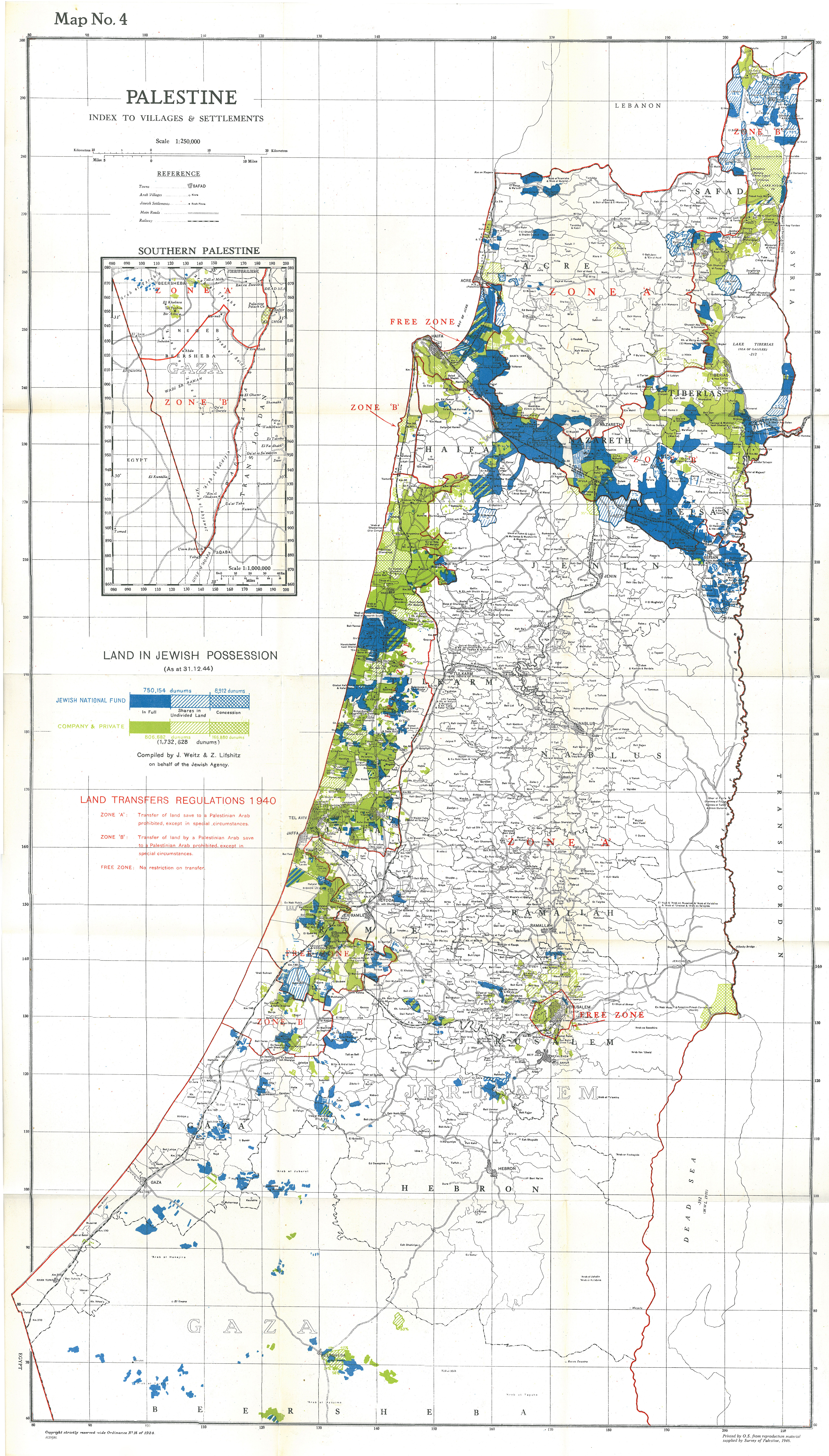
Palestinian index of villages and settlements, showing land in Jewish possession as of 31 December 1944

در ۱۹۳۱, قلمروی قیمومیت بریتانیا در فلسطین ۲۶٬۶۲۵٬۶۰۰ dunam (۲۶٬۶۲۵٫۶ کیلومتر مربع), که ۸٬۲۵۲٬۹۰۰ dunam (۸٬۲۵۲٫۹ کیلومتر مربع) یا ۳۳٪ از آن قابل زرع بود. آمار رسمی نشان می‌دهد که یهودیان به‌طور خصوصی و جمعی ۱٬۳۹۳٬۵۳۱ dunam (۱٬۳۹۳٫۵۳ کیلومتر مربع), یا ۵٫۲۳٪ از کل اراضی فلسطین را در سال ۱۹۴۵ در اختیار داشتند. یهودیان مالک اراضی کشاورزی ای بودند که بیشتر در جلیل و در کنار دشت ساحلی بود. انتقال زمین‌های غیرقانونی و ثبت نشده و نیز نبود داده در خصوص امتیازات زمین از اداره زمین فلسطین در سال ۱۹۴۷ یا پس از ۳۱ مارس ۱۹۳۶ تخمین‌های کل حجم زمین‌هایی که یهودیان تا ۱۵ مه ۱۹۴۸ خریداری کرده بودند را پیچیده می‌کند. به گفته اونری ۱٬۸۵۰٬۰۰۰ dunam (۱٬۸۵۰ کیلومتر مربع) زمین یا ۶٫۹۴ درصد از کل زمین‌ها در سال ۱۹۴۷ در دست یهودیان بود.
استاین تخمین ۲٬۰۰۰٬۰۰۰ dunam (۲٬۰۰۰ کیلومتر مربع) در مه ۱۹۴۸, یا ۷٫۵۱٪ از کل زمین‌ها را می‌دهد. بنا بر فیشبک، تا ۱۹۴۸, یهودیان و شرکت‌های یهودی ۲۰٪ از کل زمین‌های زراعی را در اختیار داشتند.
بنا بر کلیفورد رایت، قیمومیت بریتانیا در سال ۱۹۴۸، کشاورزان یهودی در ۴۲۵٬۴۵۰ دونوم کشاورزی می‌کردند، در حالی که کشاورزان فلسطینی بر روی ۵٬۴۸۴٬۷۰۰ دونوم زمین کشاورزی می‌کردند. تخمین سازمان ملل در سال ۱۹۴۵ نشان می‌دهد که زمین‌های قابل زرع در مالکیت به‌طور میانگین ۶۸٪ از یک ناحیه بود و از ۱۵٪ مالکیت در ناحیه بئرشبع تا ۹۹٪ در ناحیه رام‌الله بود. این داده‌ها را نمی‌توان بدون مقایسه با کشورهای همسایه به‌طور کامل درک کرد: در عراق برای مثال، در سال ۱۹۵۱ هنوز تنها ۰٫۳ از زمین‌های ثبت شده (یا ۵۰ درصد کل) در دسته املاک خصوصی جای داشتند.

## خشونت بریتانیا
نیروهای نظامی و دولتی بریتانیا در دوره سلطه خود بر فلسطین مرتکب جنایات جنگی بسیاری علیه فلسطینیان از جمله تنبیه دسته‌جمعی، قتل‌عام، کشتار اختیاری، شکنجه، استفاده از سپر انسانی شدند.
در سال ۱۹۳۸ انفجار یک بمب کنارجاده‌ای باعث کشته شدن چهار سرباز بریتانیایی شد. با اینکه هیچ شواهدی مبتنی بر اینکه مسئول ماجرا چه کسی بوده وجود نداشت اما نیروهای بریتانیایی یک روستای فلسطینی را به رگبار بستند و سپس خانه‌ها را به آتش کشیدند. پس از آن روستاییان را جمع کرده و سوار اتوبوس کردند. آنها روستاییان فلسطینی را مجبور کردند که اتوبوس را روی یک میدان مین برانند تا مین‌ها منفجر شده و همه سرنشینان کشته شدند.
در تابستان ۱۹۳۹ سربازان هنگ بلک‌واچ برای جست‌وجوی اسلحه به روستای حلحول رفتند. آنها به خانه‌ها حمله کردند و روستاییان را به زور اسلحه جمع‌آوری کردند. سپس ۱۵۰ مرد را به زور در محدوده ساخته شده با سیم خاردار پشت یک مسجد انداختند. طی دوهفته اسارت در گرمای تابستان ۱۳ نفر به خاطر از دست دادن آب بدن و دستکم یک نفر در تلاش برای فرار به ضرب گلوله کشته شدند. در این مدت، زندانیان درون قفس از شدت گرسنگی زمین را می‌کندند تا ریشه گیاهان را بخورند. سربازان بریتانیایی روزی تنها یک لیوان آب به آنها می‌داند. ادوارد کیث-روچ که در آن زمان کمیسر منطقه بود نوشته: «به من دستور دادند که هیچ تحقیق غیرنظامی نباید انجام شود».
دولت بریتانیا برای سرکوب فلسطینیان سیاست «آرام‌سازی روزانه» را در نظر گرفت. این سیاست بر محدودیت یا منع رفت‌وآمد، تصرف اموال یا محصولات، بازداشت خودسرانه، و کار اجباری برای ساخت جاده و پایگاه‌های نظامی متکی بود.
مجازات تیرباران جمعی، به غیر از شورشیان شامل مظنونان و حتی غیرنظامیان نیز می‌شد. گاهی مجازات تخریب دسته‌جمعی خانه‌ها و شکنجه مردم، بدون دلیل و تنها برای ایجاد ترس انجام می‌شد.
نظامیان بریتانیایی به زندان عکا می‌رفتند و چند شورشی فلسطینی را قرض می‌گرفتند و روی کاپوت خودرو می‌نشاندند تا از انفجار خودرو جلوگیری کنند. ممکن بود کامیونی از عقب به خودرو آنها بزند و فلسطینی روی زمین بیفتد و بمیرد. در این صورت کسی جنازه‌ها را جمع نمی‌کرد و همان‌جا رهایش می‌کردند.
نظامیان بریتانیایی مظنونان فلسطینی را مجبور به دویدن بین دو صف سربازان بریتانیایی می‌کردند و آنها را با استفاده از قنداق تفنگ و تیشه می‌زدند و زخمی می‌کردند. اگر کسی که می‌مرد او را داخل خودرو حمل گوشت می‌انداختند و در یکی از روستاهای فلسطینی رها می‌کردند.

## جمعیت
| ساکنان فلسطین در سال ۱۹۴۵ |           |      |                |      |         |      |           |
| استان                     | مسلمانان  | درصد | یهودیان        | درصد | مسیحیان | درصد | همگی      |
| عکا                       | ۵۱٬۱۳۰    | ۶۹٪  | ۳٬۰۳۰          | ۴٪   | ۱۱٬۸۰۰  | ۱۶٪  | ۷۳٬۶۰۰    |
| بئر السبع                 | ۶٬۲۷۰     | ۹۰٪  | ۵۱۰            | ۷٪   | ۲۱۰     | ۳٪   | ۷٬۰۰۰     |
| بیسان                     | ۱۶٬۶۶۰    | ۶۷٪  | ۷٬۵۹۰          | ۳۰٪  | ۶۸۰     | ۳٪   | ۲۴٬۹۵۰    |
| غزه                       | ۱۴۵٬۷۰۰   | ۹۷٪  | ۳٬۵۴۰          | ۲٪   | ۱٬۳۰۰   | ۱٪   | ۱۵۰٬۵۴۰   |
| حیفا                      | ۹۵٬۹۷۰    | ۳۸٪  | ۱۱۹٬۰۲۰        | ۴۷٪  | ۳۳٬۷۱۰  | ۱۳٪  | ۲۵۳٬۴۵۰   |
| الخلیل                    | ۹۲٬۶۴۰    | ۹۹٪  | ۳۰۰            | <۱٪  | ۱۷۰     | <۱٪  | ۹۳٬۱۲۰    |
| یافا                      | ۹۵٬۹۸۰    | ۲۴٪  | ۲۹۵٬۱۶۰        | ۷۲٪  | ۱۷٬۷۹۰  | ۴٪   | ۴۰۹٬۲۹۰   |
| جنین                      | ۶۰٬۰۰۰    | ۹۸٪  | تعداد بسیار کم | <۱٪  | ۱٬۲۱۰   | ۲٪   | ۶۱٬۲۱۰    |
| اورشلیم                   | ۱۰۴٬۴۶۰   | ۴۲٪  | ۱۰۲٬۵۲۰        | ۴۰٪  | ۴۶٬۱۳۰  | ۱۸٪  | ۲۵۳٬۲۷۰   |
| نابلس                     | ۹۲٬۸۱۰    | ۹۸٪  | تعداد بسیار کم | <۱٪  | ۱٬۵۶۰   | ۲٪   | ۹۴٬۶۰۰    |
| الناصره                   | ۳۰٬۱۶۰    | ۶۰٪  | ۷٬۹۸۰          | ۱۶٪  | ۱۱٬۷۷۰  | ۲۴٪  | ۴۹٬۹۱۰    |
| رام‌الله                   | ۴۰٬۵۲۰    | ۸۳٪  | تعداد بسیار کم | <۱٪  | ۸٬۴۱۰   | ۱۷٪  | ۴۸٬۹۳۰    |
| رمله                      | ۹۵٬۵۹۰    | ۷۱٪  | ۳۱٬۵۹۰         | ۲۴٪  | ۵٬۸۴۰   | ۴٪   | ۱۳۴٬۰۳۰   |
| صفد                       | ۴۷٬۳۱۰    | ۸۳٪  | ۷٬۱۷۰          | ۱۳٪  | ۱٬۶۳۰   | ۳٪   | ۵۶٬۹۷۰    |
| طبریه                     | ۲۳٬۹۴۰    | ۵۸٪  | ۱۳٬۶۴۰         | ۳۳٪  | ۲٬۴۷۰   | ۶٪   | ۴۱٬۴۷۰    |
| طولکرم                    | ۷۶٬۴۶۰    | ۸۲٪  | ۱۶٬۱۸۰         | ۱۷٪  | ۳۸۰     | ۱٪   | ۹۳٬۲۲۰    |
| همگی                      | ۱٬۰۷۶٬۷۸۰ | ۵۸٪  | ۶۰۸٬۲۳۰        | ۳۳٪  | ۱۴۵٬۰۶۰ | ۹٪   | ۱٬۸۴۵٬۵۶۰ |
| بر اساس سرشماری رسمی      |           |      |                |      |         |      |           |

## نگارخانه
- اداره پست اصلی،  خیابان یافا، اورشلیم

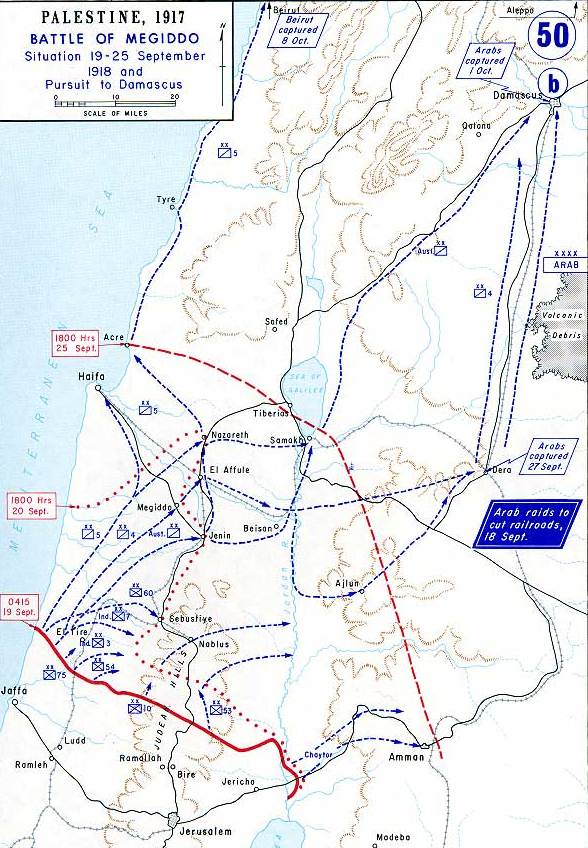
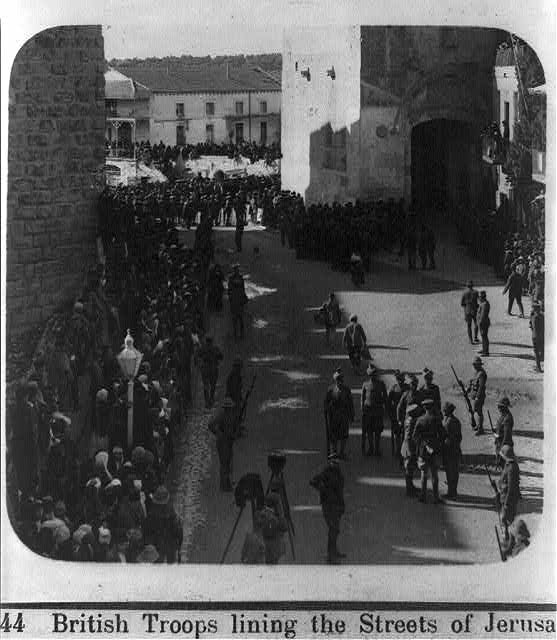
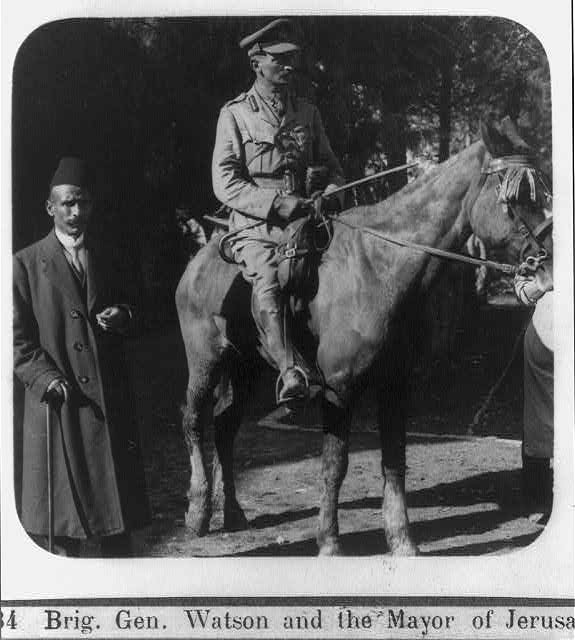
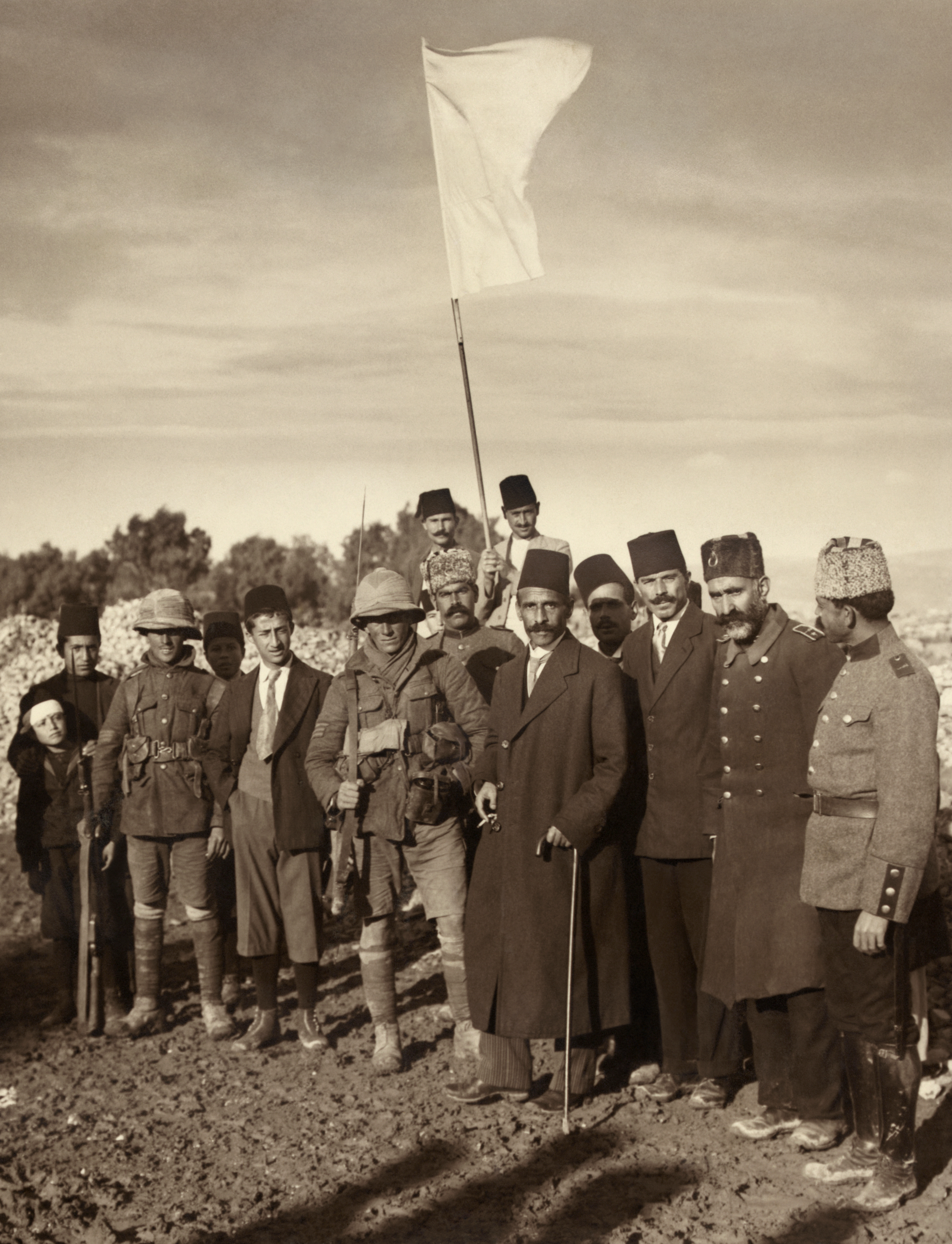
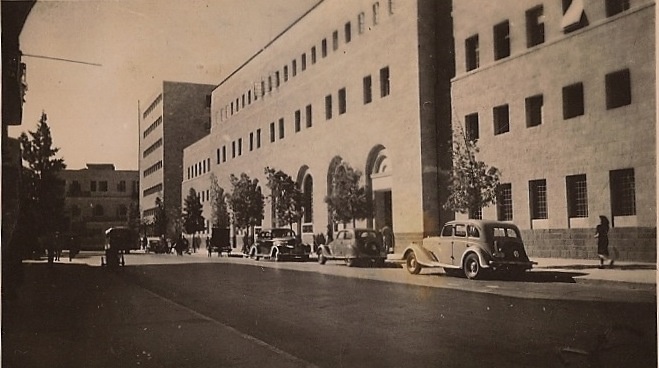
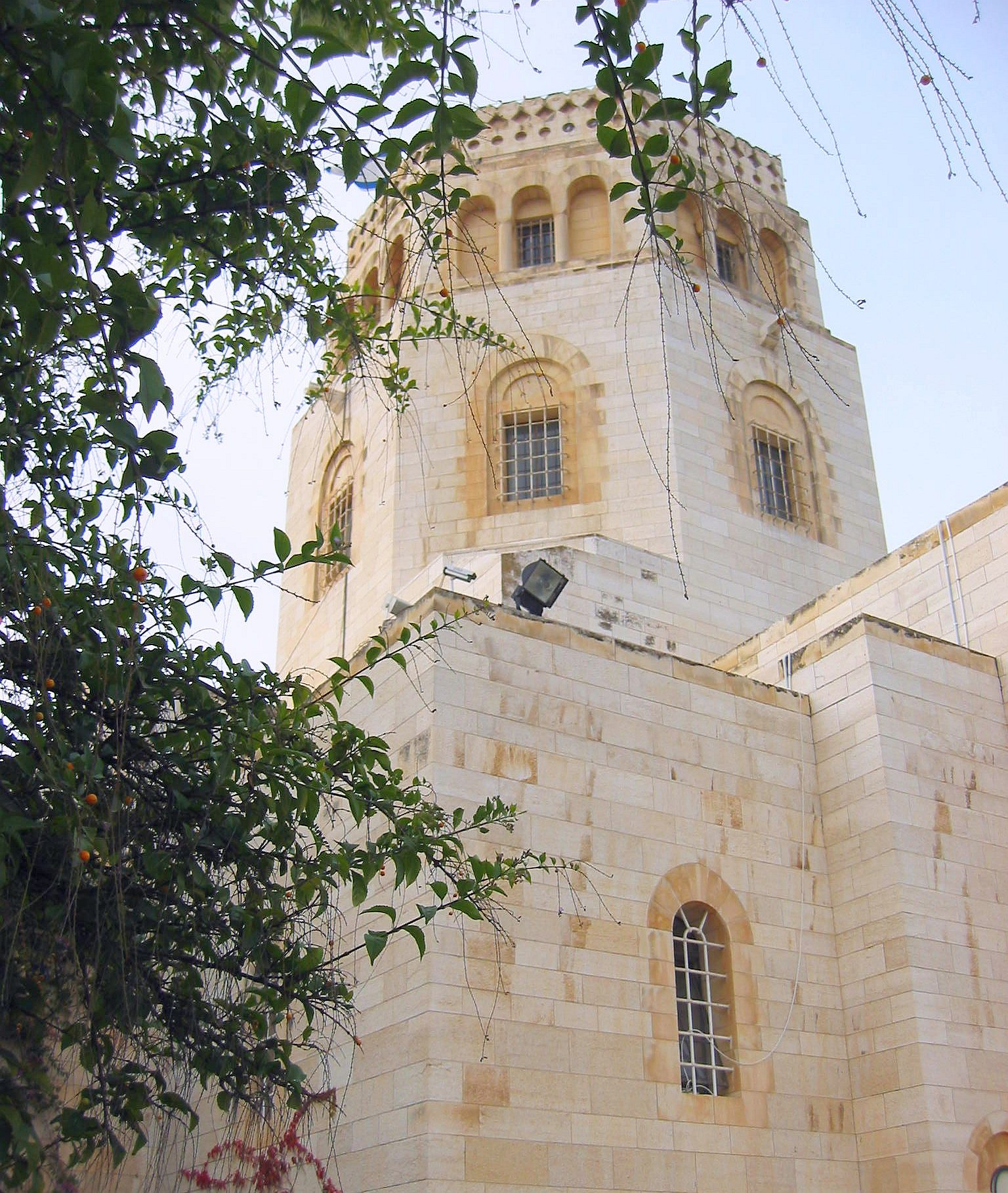
موزه راکفلر، که در اورشلیم در زمان قیمومت بریتانیا ساخته شد
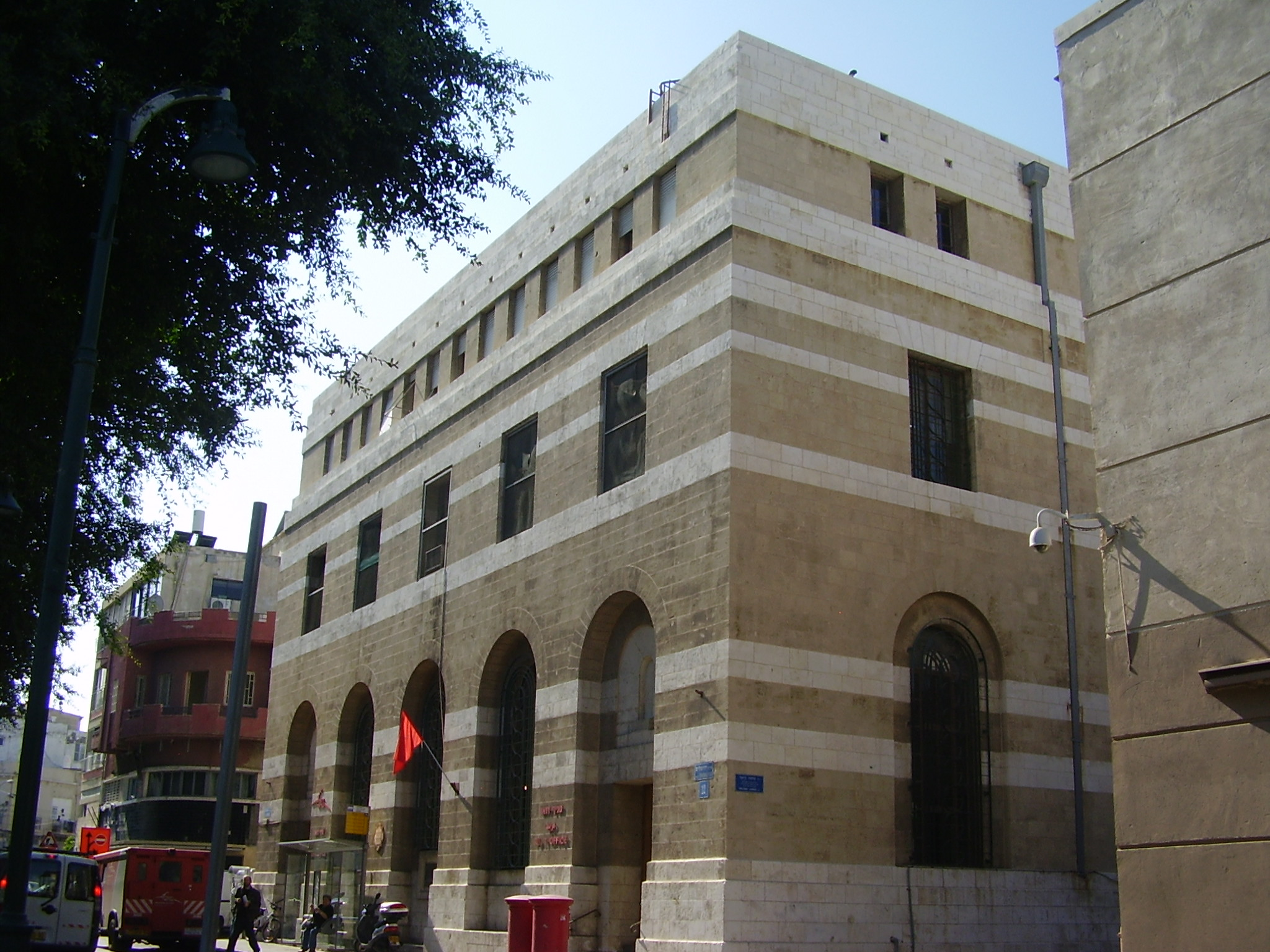
اداره پست اصلی، یافا
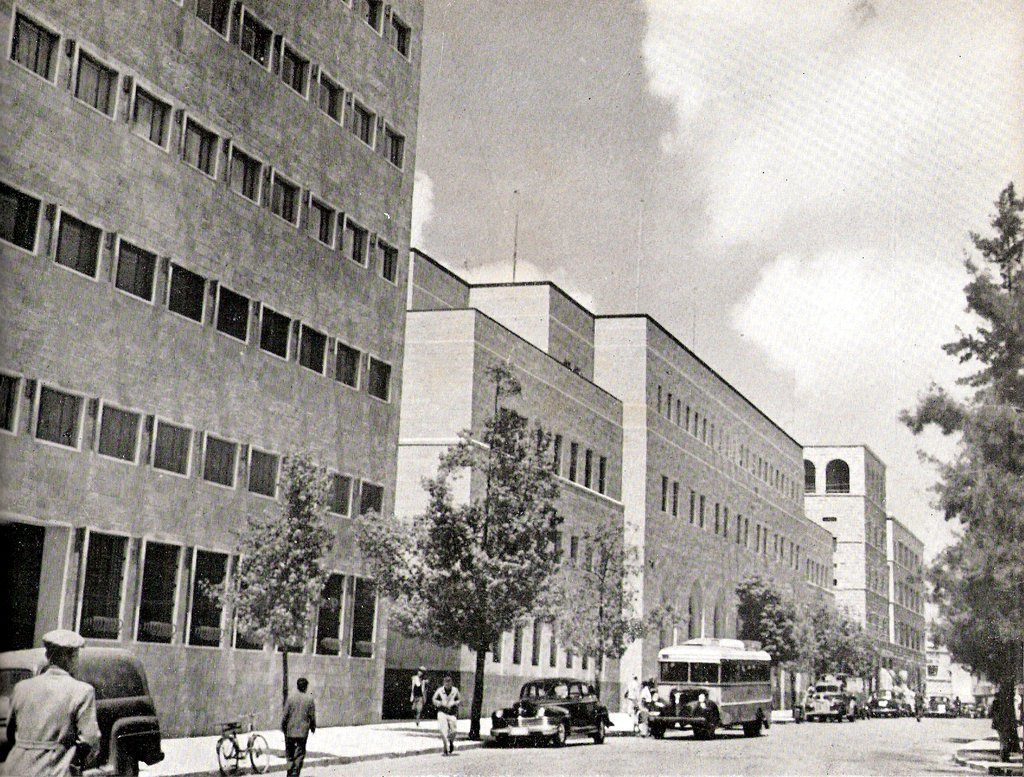
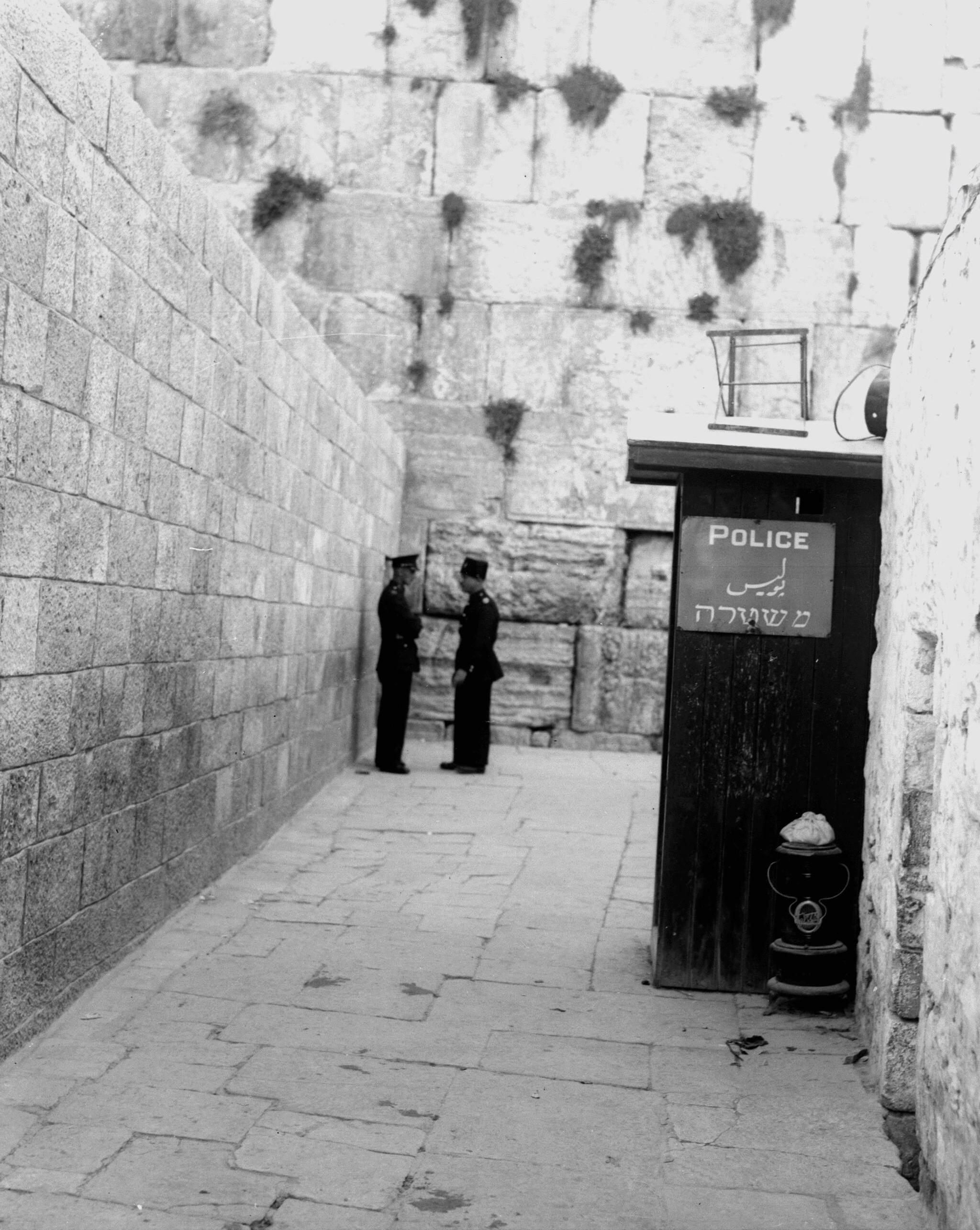
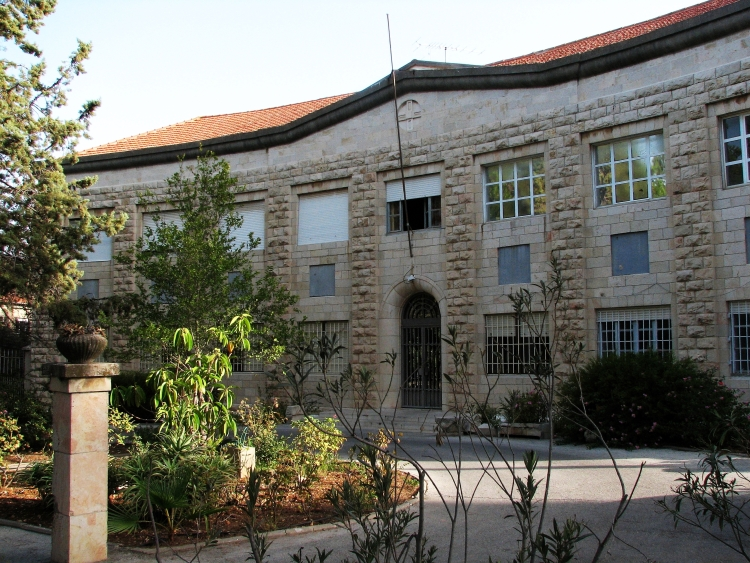
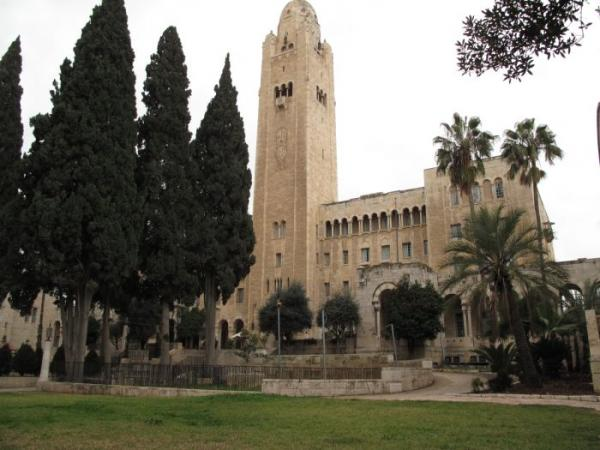
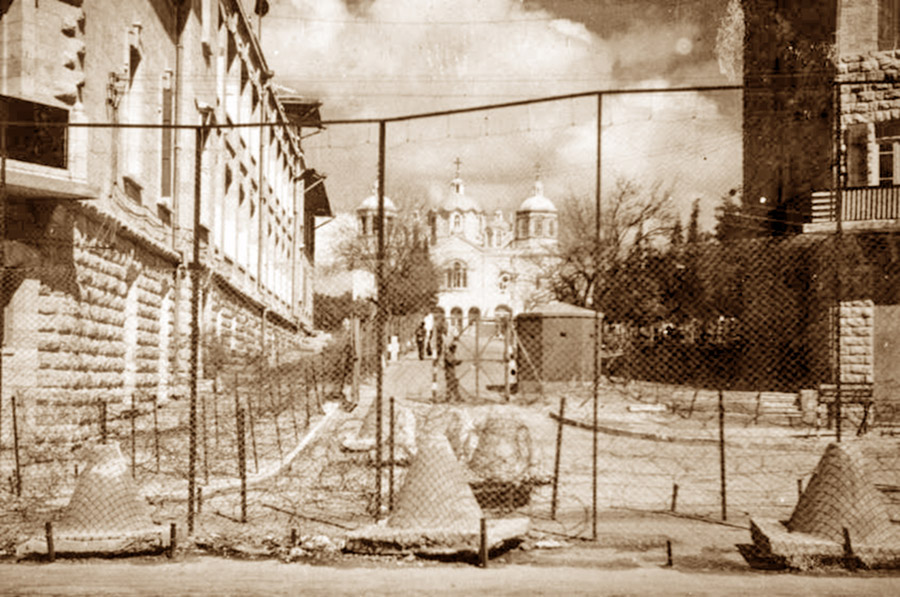
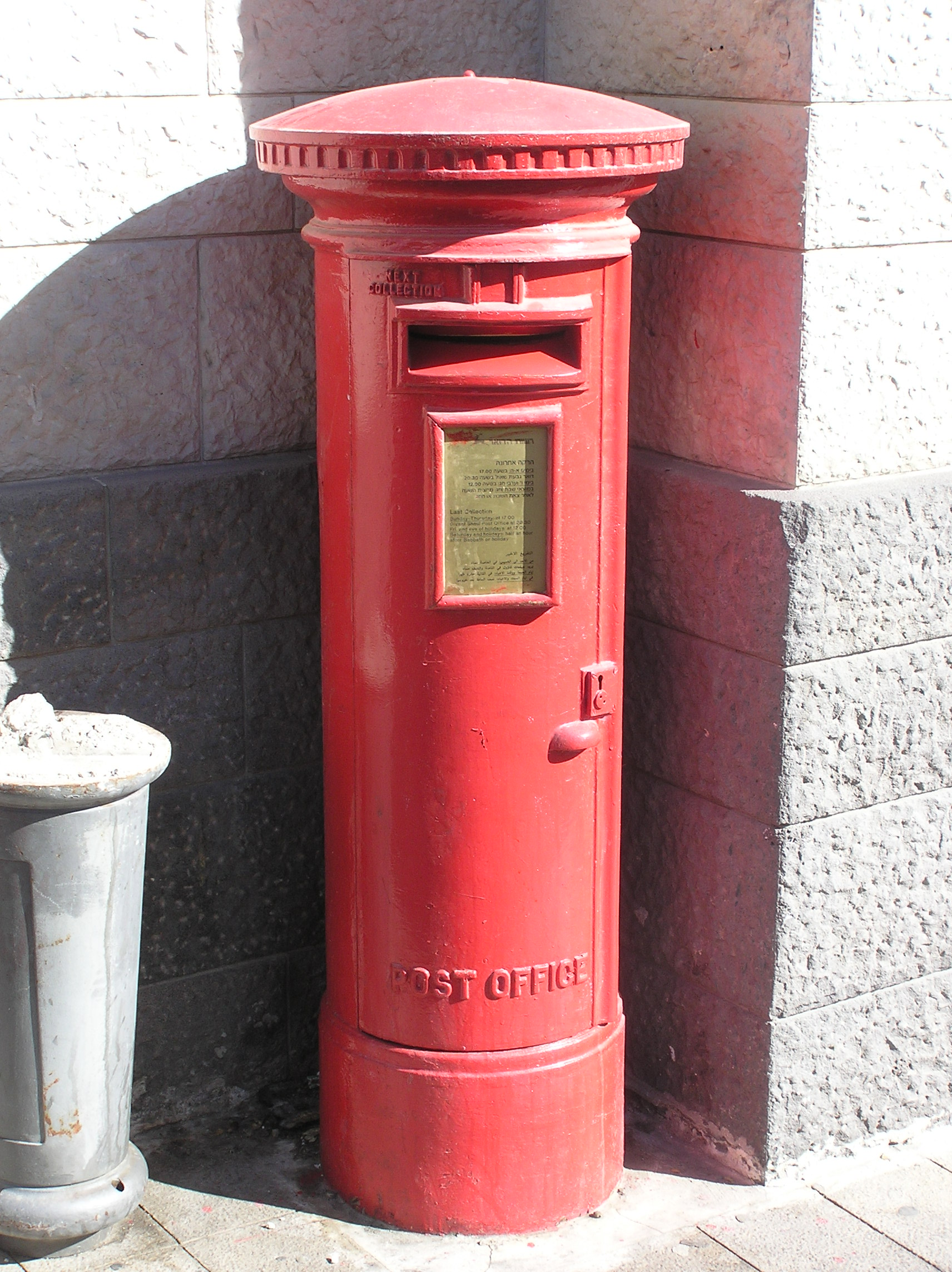

## جُستارهای وابسته
- بررسی فلسطین
- کمیسر عالی فلسطین و ماوراء اردن
- سپاه خیش